# Muhammad Bashir
Muhammad Bashir (in urdu محمد بشیر‎?; Lahore, 10 marzo 1935 – Lahore, 24 giugno 2001) è stato un lottatore pakistano, specializzato nella lotta libera.

## Palmarès

### Olimpiadi
- 1 medaglia:
  - 1 bronzo (Roma 1960 nei pesi welter)

### Giochi del Commonwealth
- 3 medaglie:
  - 3 ori (Cardiff 1958 nei pesi welter; Perth 1962 nei pesi welter; Kingston 1966 nei pesi welter)

### Giochi asiatici
- 4 medaglie:
  - 1 oro (Bangkok 1966 nei pesi welter)
  - 2 argenti (Giacarta 1962 nei pesi welter; Giacarta 1962 nella lotta greco-romana pesi welter)
  - 1 bronzo (Tokyo 1958 nei pesi welter)